# Irina Răchițeanu

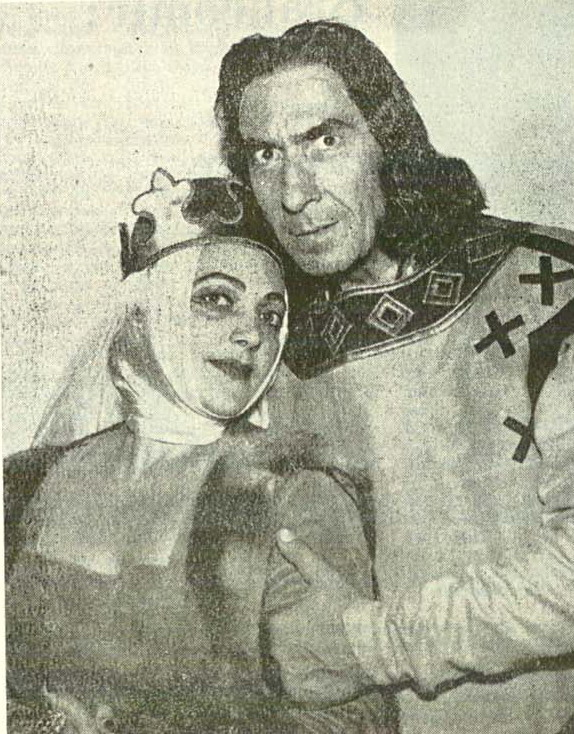
Irina Răchițeanu și Nicolae Brancomir.

Irina Răchițeanu (cunoscută și ca Irina Răchițeanu-Șirianu, n. 1920, Brăila, România – d. 15 octombrie 1993) a fost o actriță română. Irina Răchițeanu a fost deputat în Marea Adunare Națională în legislatura 1952 - 1957, aleasă în regiunea Craiova, circumscripția electorală Plenița.

## Biografie
A urmat studii de actorie la Conservatorul din București, la clasa profesoarei Maria Filotti, fiind colegă de generație cu Raluca Zamfirescu, Eugenia Bădulescu și Corina Constantinescu. După absolvire a fost angajată ca actriță la Teatrul Național din București.
A fost și profesoară la IATC, pregătind generații întregi de actori.

## Premii
- Premiul de Stat al Republicii Populare Române pentru lucrările de o deosebită valoare efectuate în anul 1949 în domeniul Regiei și execuției Teatrale, clasa I-a (8 martie 1951), „pentru punerea în scenă și interpretarea piesei «Undeva într’o țară» de N. Virta”[4]

## Distincții
- Ordinul Muncii clasa a II-a (14 februarie 1950)[5]
- titlul de Artist Emerit al Republicii Populare Române (28 aprilie 1951)[6]
- Ordinul Meritul Cultural clasa a II-a (6 noiembrie 1967) „pentru merite deosebite în domeniul artei dramatice”[7]
- Ordinul Meritul Cultural clasa I (1971) „pentru merite deosebite în opera de construire a socialismului, cu prilejul aniversării a 50 de ani de la constituirea Partidului Comunist Român”[8]

## Filmografie
| An   | Film                 | Rol                         | Regizor       | Gen                                    | Note       |
| ---- | -------------------- | --------------------------- | ------------- | -------------------------------------- | ---------- |
| 1941 | Focuri sub zăpadă    | Maria                       | Marin Iorda   | polițist, dramatic                     | neterminat |
| 1951 | Viața învinge        | Anca Olteanu, soția lui Dan | Dinu Negreanu | dramatic                               |            |
| 1969 | Realitatea ilustrată |                             | Tudor Vornicu | animație, comedie, documentar, muzical | serial TV  |
| 1976 | Nunta însângerată    |                             | Timotei Ursu  | dramatic                               | film TV    |